# Leavenworth (Washington)
Leavenworth ist eine Stadt im Chelan County im US-Bundesstaat Washington. Das U.S. Census Bureau hat bei der Volkszählung 2020 eine Einwohnerzahl von 2263 ermittelt. Sie liegt in den Bergen der Kaskadenkette am U.S. Highway 2. Leavenworth lebt heute fast ausschließlich vom Tourismus. Pro Jahr besuchen knapp zwei Millionen Touristen den Ort.

## Geschichte
Leavenworth verfügte bis in die erste Hälfte des 20. Jahrhunderts über einen bedeutenden Güterverladebahnhof als größten Wirtschaftsfaktor der Gemeinde. Als nach dessen Schließung im Zuge einer Verlegung der Eisenbahnlinien die Wirtschaft zusammenbrach, drohte Leavenworth eine Geisterstadt zu werden. In den 1960er Jahren gestalteten die verbliebenen Einwohner mit großem Engagement – und ohne dass es dafür historische Gründe gegeben hätte – die Stadt um zu einem „typischen“ Bergort in den Alpen. Die Illusion eines bayerischen Bergdorfes wird durch die umliegenden Berge noch verstärkt.

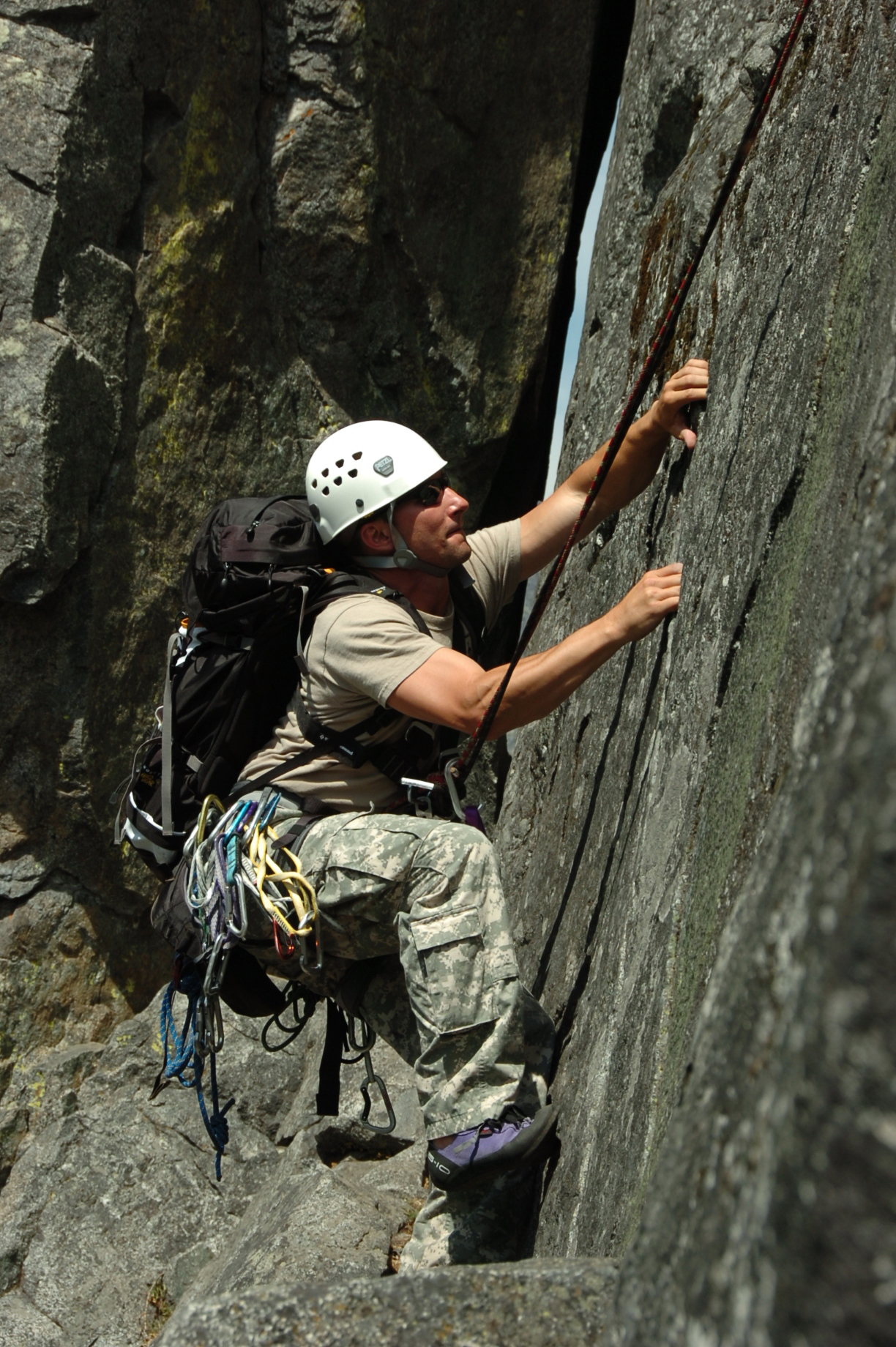
Castle Rock, Kletterer einer Spezialeinheit des amerikanischen Militärs

## Tourismus
Über das gesamte Jahr werden zahlreiche Feste und Aktivitäten abgehalten, die sich an den typischen Festivitäten in Orten in Bayern und im Alpenraum orientieren. So gibt es ein Maifest, ein Oktoberfest, einen Christkindlmarkt und einen internationalen Akkordeonwettbewerb. Ebenfalls sehr bekannt ist das Nussknackermuseum mit mittlerweile mehr als 5000 Exponaten.
Leavenworth ist ein Zentrum aller Arten von Outdoor-Aktivitäten, vom Wandern, Reiten bis zum Kajakfahren. Es ist das Mekka der amerikanischen Sportkletterszene. Etwa fünf Kilometer westlich über dem U.S. Highway 2, der zum Stevens Pass führt, liegt der Castle Rock mit mehreren beliebten Kletterrouten von bis zu drei Seillängen, der für die Entwicklung des amerikanischen Kletterns seit 1948 eine bedeutende Rolle gespielt hat. Vom darüberliegenden Tumwater Mountain blickt man auf die Drury Falls, einen Wasserfall, der 1279 Fuß (387 m) tief in den Tumwater Canyon abstürzt. Weitere Klettergebiete in der unmittelbaren Umgebung sind Snow Creek Wall, der spektakuläre Granitturm des Midnight Rock, Pearly Gates und Icicle Creek Buttress.
Im Winter verfügt Leavenworth über 26 Kilometer Langlaufpisten und 35 Meilen (56 Kilometer) westlich, am schneereichen Stevens Pass, über ein Pistengebiet mit insgesamt neun Liften für Snowboarder und Alpinskilauf. Die Wintersaison dauert etwa drei Monate.